# Amendolara
Amendolara es un municipio de 3.103 habitantes de la provincia de Cosenza, Calabria, Italia. El municipio es parte de la Comunidad montañosa del Mar Jónico.

## Historia
El nombre deriva probablemente del griego y del latín amygdalaria, o "mandorlai" por la rica producción de almendra.
En la zona del casco antiguo se han encontrado algunos restos arqueológicos de la Edad de Bronce, pertenecientes a los Enotrios. En el siglo VII a. C. el pueblo se trasladó a la llanura, donde Epeo, el legendario constructor del caballo de Troya, fundó la ciudad griega de Lagaria (que se sitúa en San Nicolás).
En la época romana existía una estación de paso hacía la costa, que probablemente tenía el nombre Estados a Vicesimum(32 km de la ciudad deThurii) cuyos restos (en especial un sistema de tanques para el suministro de agua) se encontraron en una zona actualmente de granjas.
Después de la época romana se fundaron una abadía bizantina y luego una abadía cisterciense, aprovechando que en el territorio abundaban las cuevas. Alrededor del año 1000 se construyó el castillo, que pasó en la sucesión de varias familias nobles.
En el siglo XV nacieron Pomponio Leto y Facio Patarino en esta villa y en el siglo XVI se construyó el Convento de los Dominicos y la llamada "Torre Spaccata".
En el siglo XIX hubo una emigración masiva, especialmente hacia Argentina y el norte de Italia. Después de la Primera Guerra Mundial hubo un renacimiento agrícola y la introducción del cultivo de guisantes. El siglo XX vio un desarrollo masivo de edificios y se hicieron los primeros hallazgos arqueológicos.

## Geografía
El pueblo está situado sobre una serie de llanuras en pendiente hacia el mar y los habitantes tradicionalmente se dividen entre los del  "Pueblo o País" y los de la "Marina". 

## Evolución demográfica
| Gráfica de evolución demográfica de Amendolara entre 1861 y 2001 |
|                                                                  |
| fuente ISTAT - elaboración gráfica a cargo de Wikipedia          |

## Monumentos
- Iglesia Matriz de Santa Margherita Vergine e Martire: de estilo románico con remodelaciones del siglo XVIII, conserva el portal de principios del siglo XIV.
- Iglesia de Santa María: quizás construida sobre los restos de un templo, tiene un ábside y una cúpula bizantinos, con transformaciones en los períodos renacentista y barroco.
- Capilla de Sant'Antonio Abate: reconstruida en la década de 1930 tras el derrumbe de la iglesia bizantina original a principios del siglo XX.
- Capilla de Santa Lucía: construida en 1960 por el artista A. Sassone, en lugar de una iglesia bizantina de la que quedan las ruinas cercanas.
- Nobles capillas de Sant'Anna (familia Lamanna) y San Rocco (familia Andreassi).
- Castillo, de origen más antiguo, restaurado en 1239 por Federico II de Suabia y con modificaciones posteriores. Conserva un fresco de finales del siglo XIII con una Crucifixión.
- Palazzo Andreassi: palacio noble original, resultado de numerosas transformaciones, fue durante un tiempo el ayuntamiento.
- Palazzo Melazzi: de estilo barroco y con numerosas renovaciones, tiene las áreas de servicio en la planta baja, incluyendo un molino de aceite y un aljibe.
- Palazziata: palacio noble de estilo barroco de la familia Gallerano, más tarde fue cuartel de los carabineros y escuela primaria:
- Palazzo Pucci di Amendolara, construido en 1736 por una familia napolitana que había obtenido el título de barón por los servicios prestados a la corona. Articulado en un patio rodeado de almacenes en la planta baja y en un piso noble superior, coronado por una logia.
- Palazzo Grisolia, construido en el solar del antiguo convento de los dominicos, de 1521, del que se conservan el claustro y la iglesia de San Domenico, de una sola nave, renovado hacia 1660.
- Museo Arqueológico Estatal Vincenzo Laviola: inaugurado en 1996, conserva los restos encontrados en excavaciones en el Rione Vecchio (centros habitados de la Edad del Bronce y del Hierro), en la meseta de San Nicola (área arqueológica de la ciudad greco-arcaica de Lagaria) y en la necrópolis.

En los alrededores:
- Iglesias bizantinas: construidas en las afueras del pueblo entre los siglos IX y X, en una zona con numerosas cuevas, se supone que fueron puntos de encuentro de ermitaños.
- Cappella dell'Annunziata o Cappella dei Greci, o Santa Maria della Lista: un pequeño edificio abovedado de tipo bizantino que data de los siglos IX-X, al que se añadió la parte anterior actual en el siglo XVI. El interior presenta frescos de varias épocas.
- Iglesia de San Giovanni o Iglesia Armenia: data del siglo X y originalmente tenía un plano de trébol de cuatro hojas (o "cruz libre"), típico de las iglesias bizantinas en Armenia, de las que es el único ejemplo en Italia. Actualmente en ruinas, solo uno de los ábsides permanece parcialmente en pie.
- "Torre Spaccata" en la costa, construida en 1517 para el avistamiento de piratas sarracenos.
- Capilla de la Madonna delle Grazie en el bosque de Straface, a unos 800 Plantilla: M a.s.l. Cerca hay ruinas medievales y la fuente de Trastullo.

## Fiestas tradicionales
- Fiesta de Sant'Antonio Abate

En la tercera semana del año, se celebran las fiestas de Sant'Antonio Abate el tercer domingo: por la mañana frente a la capilla construida en honor al santo, se organiza el "encantamiento", se trata de una subasta cuyos productos son votivos para el santo y el producto se queda en la parroquia. Particular es el encanto de las coronas de naranjas, por el que los fieles pagan mucho dinero al santo. Por la tarde se realiza la procesión del santo y se realiza la carrera de caballos y el PALIO degli Asinelli. 
- Fiesta de San José

El 19 de marzo se celebra al padre adoptivo del Señor, San José. Las celebraciones se llevan a cabo junto a la capilla; los grupos de jóvenes de Amendola se reúnen en el espacio circundante, y después de haber visitado al santo, asisten a misa y reciben la panettella (pequeño bocadillo bendecido) para consumir junto con otros productos típicos, que las madres y abuelas amendolaresi están dispuestas a tirar por sus hijos. 
- Fiesta de la Virgen de la Anunciación

El 24 de marzo se celebra la Virgen de la Anunciación, ubicada en la capilla del mismo nombre. Las celebraciones tienen lugar por la noche, cuando un grupo de fieles sale, con una procesión de antorchas, desde el Scalo di Amendolara, y al mismo tiempo sale una larga fila portando  velas desde el centro de la ciudad. El punto de encuentro es, la capilla de la Annunziata. Aquí los fieles encienden fuegos votivos frente a la iglesia de origen pagano, pero reconstruida varias veces. 
- Fiesta de San Vincenzo Ferreri

El último domingo de abril con motivo de la fiesta del santo patrón, San Vincenzo Ferreri, los "fucarazzi", se encienden grandes hogueras en todos los barrios del centro histórico; el distrito que logre hacer la hoguera más alta es recompensado.

## Deportes
El conjunto local de fútbol es el Real Amendolara, militante en el fútbol dilettantistico.

## Gastronomía
La comida es una fuerte tradición y atractivo turístico cultural del lugar. Contribuye activamente a la economía y la sociedad locales. La cocina es sencilla, genuina y utiliza verduras de la zona. La tradición culinaria de Amendolara se basa en la agricultura del "Alto Jonio Cosentino", y se caracteriza por el uso de ingredientes básicos en común con la zona de Sibari.
Un primer plato común es el rascjcatilli, pasta fresca hecha con harina y agua en forma de pequeños trozos arrancados con los dedos y cubiertos con salsa de tomate fresco y ragú de albahaca o cordero y una pizca de ají. Ferrazuoli es pasta fresca en forma de palitos, perforada con un cuadrado delgado de hierro y cubierta con ragú de carne. Ambos son platos campesinos, a menudo realzados por el intenso sabor del queso ricotta cuyas hojuelas son ralladas directamente sobre el plato en el momento del servicio.
Los postres típicos navideños incluyen los crispi, elaborados con harina de trigo, agua y levadura, con forma de aros grandes, fritos en aceite de oliva y cubiertos con azúcar glas. Los cannaricoli son grandes albóndigas hechas de harina, pimienta negra, vino y una pizca de levadura, que luego se fríen en aceite de oliva.
Durante la Semana Santa, era común preparar cullura y pastizzi. Cullura es el pan de Pascua, con un significado original de nueva vida. La masa se elabora con harina, huevos, canela, semillas de hinojo, manteca de cerdo, sal y levadura. El conjunto es amasado y tiene forma de corona. Los pastizzi son una especie de calzones hechos con harina, manteca de cerdo, sal y pimienta, rellenos de carne y entrañas de cabrito, sazonados con pimienta, perejil y ajo, dorados en aceite de oliva con la adición de salchicha y luego horneados.